# Calvaire Sainte-Marguerite
Le calvaire Sainte-Marguerite est un monument religieux catholique situé à Peyrouse, dans le département français des Hautes-Pyrénées, région Occitanie, en France.

## Historique
Le calvaire dédié à sainte-Marguerite, fut décidé, à la suite d'un vœu paroissial de 1939, par l'abbé Udo, curé de Peyrouse, en 1940. Il a été édifié en 1941par l'architecte Neuville près de l'emplacement d'une chapelle Sainte-Margalide. 
Il a été inauguré en octobre 1941, par Monseigneur Georges Choquet évêque de Tarbes et Lourdes.

## Description
Le calvaire de Peyrouse  est composé d'un Christ en croix, de section circulaire posant sur un socle à pans coupés et encadré par deux petits édicules. Celui de droite abrite derrière une porte grillagée ogivale, la statuette de sainte-Marguerite et celui de gauche rappelle une lanterne des morts.  Il représente la reconnaissance aux morts pour la patrie, ceux de la Première et 
Seconde Guerre mondiale.
L’ensemble a été entièrement restauré en 2015, pour la commémoration de 11 novembre 1918.

## Localisation
Le calvaire est situé à l'entrée est de la commune au bord de la route départementale D 937.

## Galerie

Sélection de vues du calvaire.
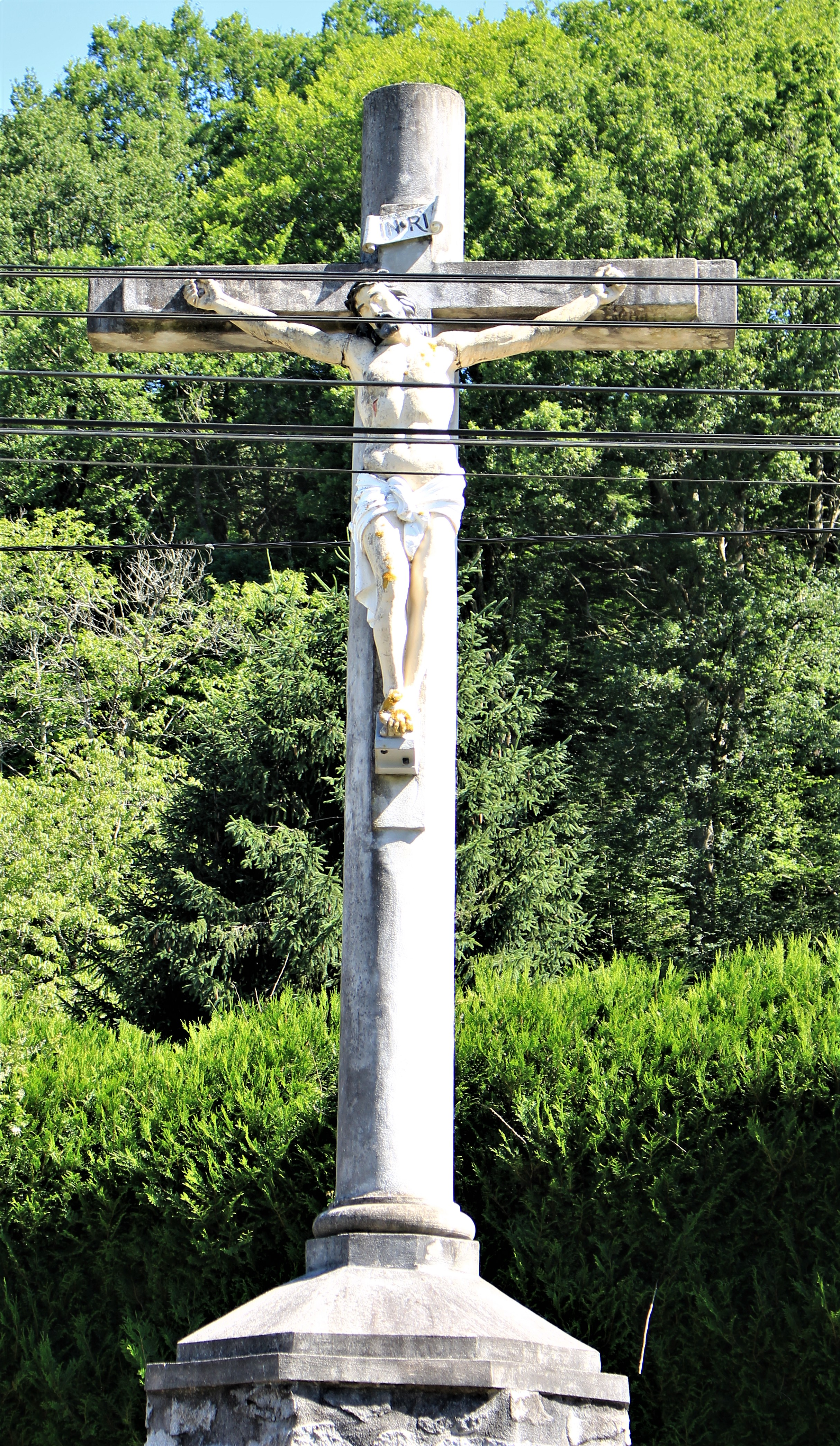
Vue de la croix.
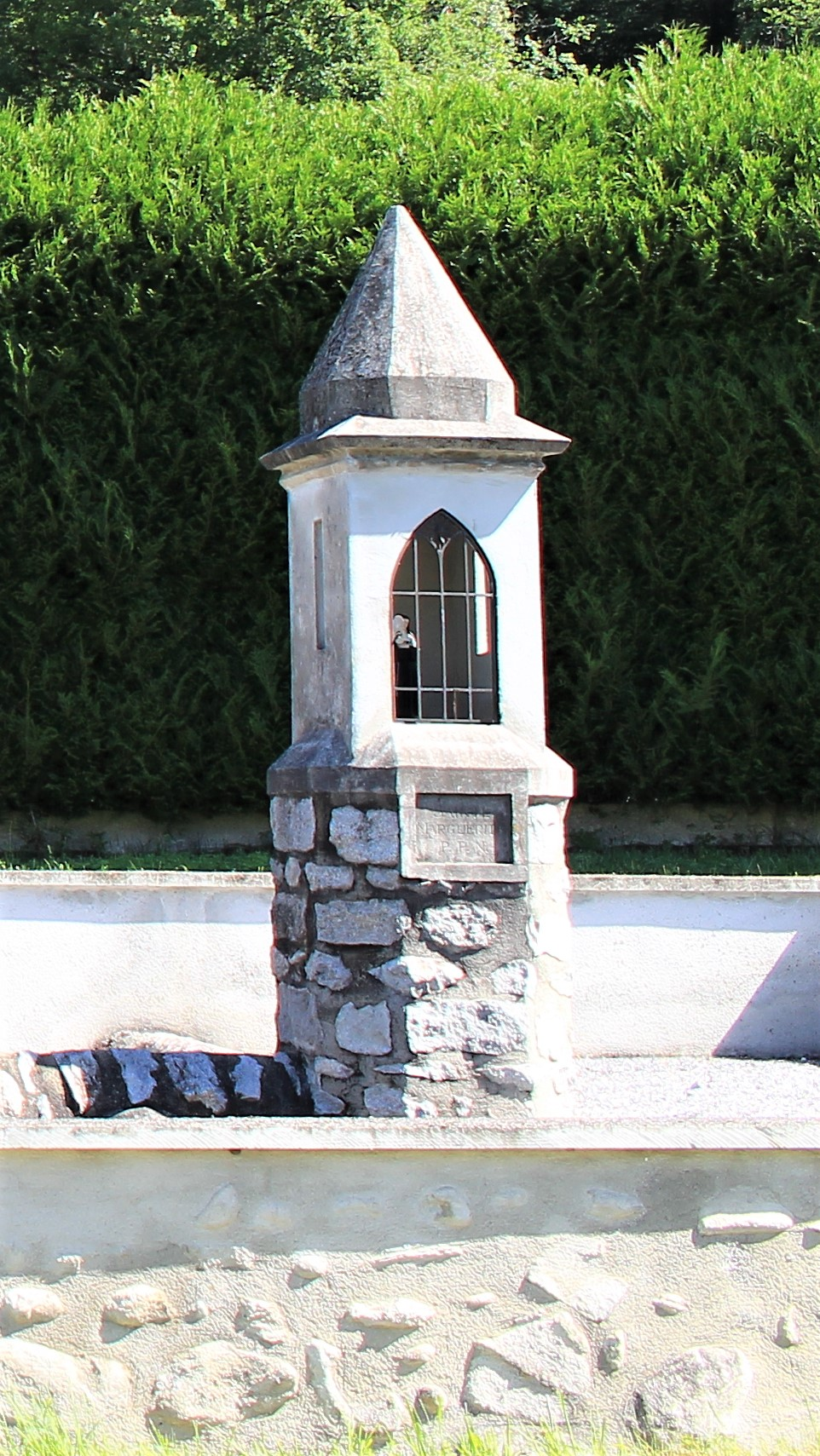
Vue de la vierge.